# Les Gray
Thomas Leslie „Les” Gray (ur. 9 kwietnia 1946, zm. 21 lutego 2004) – angielski muzyk, najbardziej znany ze współpracy z glam rockowym zespołem Mud. Gray był również znany ze swojego charakterystycznego wokalnego wcielania się w Elvisa Presleya.

## Wczesne życie i kariera
Gray urodził się w Carshalton, Surrey, w 1946 roku. Był muzykiem samoukiem. W latach szkolnych grał na trąbce w zespole jazzowym, a potem z młodszym bratem utworzył jednostkę skiffle, The Mourners. Po ukończeniu szkoły pracował dla Pearl & Dean, pisząc reklamy, a później dla Moss Bros zanim odniósł sukces w Mud.